# 阿利亚 (卡塞雷斯省)
阿利亚，是西班牙埃斯特雷马杜拉卡塞雷斯省的一个市镇。总面积600平方公里，总人口1272人（2001年），人口密度2人/平方公里。